# Под покровом ночи (фильм, 1977)
«Под покровом ночи» (англ. Dead of Night) — телефильм. Экранизация рассказов Ричарда Матесона и короткого рассказа «Письма любви» Джека Финни.

## Сюжет
Фильм состоит из трех новелл.

### Второй шанс
В первой новелле «Second Chance» рассказывается о человеке (Эд Бегли мл.) который покупает антикварный автомобиль и узнает что может в нём путешествовать во времени, а именно в 1926 г. когда был выпущен в производство купленный антиквариат.

### Вампиров не бывает
Во второй новелле «No Such Thing As Vampire», главный герой доктор Герия (Патрик Макни) сталкивается с мифами о вампирах.

### Бобби
В последней и новелле «Bobby» утонувший сын (Ли Монгомери) спустя несколько лет приходит в дом к матери (Джоан Хэкетт), которая день за днем молила о его возвращении и накануне решила устроить спиритический сеанс. Сынок оказался совсем не тем каким ждала его мать, хотя поначалу шло все хорошо, за человеческим обличием прятался страшный монстр. Штормовой ночью, в отрезанном от мира запертом доме, начинается охота чудовища на жертву. Именно отсюда черпал идеи Стивен Кинг для своей книги Кладбище домашних животных.

## Роли
- Эд Бегли-младший — Фрэнк
- Кристина Харт — Хелен
- Э. Д. Андрэ — МакКоли
- Энн Доран — миссис Макколи
- Карен Херли — миссис Дорсет
- Жан Ле Вовир — миссис Кантрелл
- Орин Кэннон — старый фермер
- Дик МакГарвин — мистер Дорсет
- Патрик Макни — доктор Герия
- Анжанетт Комер — Алексис
- Хорст Буххольц — Майкл
- Элиша Кук мл. — Карел
- Гэйл Боуман — Мария
- Джоан Леммо — Ева
- Джоан Хакетт — Мать
- Ли Монтгомери — Бобби
- Ларри Грин — карлик

## Производство
- Эпизод «Нет такой вещи как вампир» был снят в 1973 г. для пилотного выпуска сериала, который так и не был создан. Первоначальная версия эпизода составляла полчаса и была урезана до 20 минут для данной антологии.

## Факты
- История «Бобби» в киноантологии «Трилогия ужасов-2» 1996 г. была создана по тому же сценарию.
- Эпизод «Второй шанс» был адаптирован по истории писателя Джека Финни «Письма любви».
- История «Бобби» основана на истории Уильяма Джейкобса «Обезьянья лапа».